# Luciana Civico
Luciana Civico (Roma, 8 agosto 1939) è una sportiva italiana primatista mondiale nel 1962 di immersione subacquea con ARA.

## Biografia

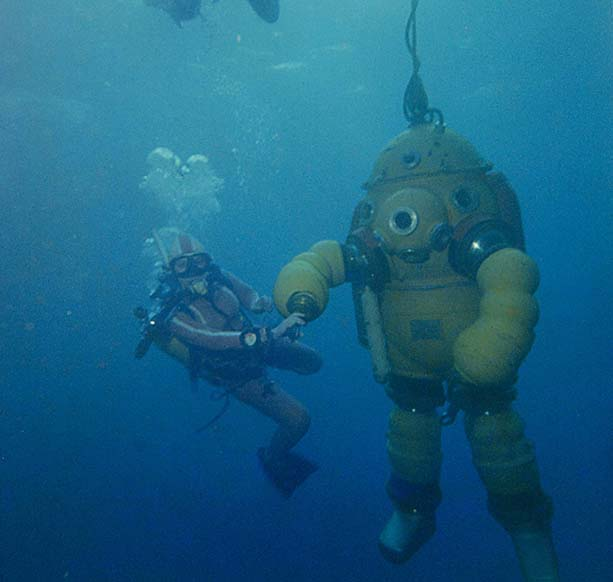
Luciana Civico in risalita dalla immersione del record di profondità con autorespiratore ad aria ARA a -80 metri stringe la pinza dello scafandro azionato dal s. tenente di vascello Benito Velardi.

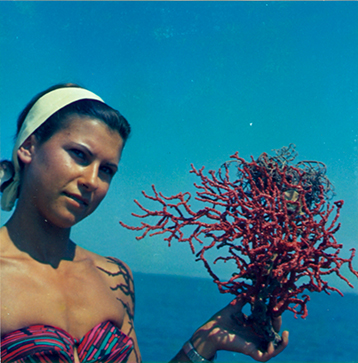
Luciana Civico alla pesca di profondità del Corallo Rosso lungo le coste della Sardegna negli anni 1970

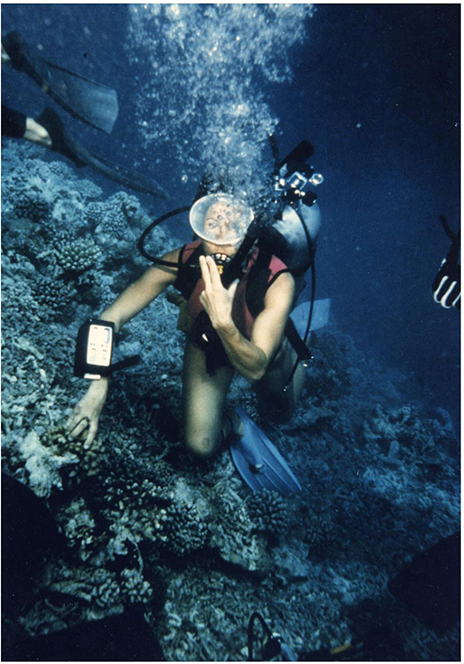
Luciana Civico in risalita dal record ARA a -102 presso l’isola di Maldivaru (isole Maldive) il 6 aprile 1986. Trattiene il boccaglio rottosi durante l'immersione.

Nel 1962 all’età di 22 anni, successivamente all'incontro con il pioniere della subacquea Raimondo Bucher inizia l’attività sportiva di immersione con autorespiratore ad aria. Dopo tre mesi di addestramento, allenata da Raimondo Bucher, tenta il primato mondiale di immersione subacquea con autorespiratore. La Marina Militare Italiana dà il suo supporto al tentativo con la nave Proteo e fissa la data all’ 11 novembre 1962 nel golfo di Pozzuoli a tre miglia dal Faro di Capo Miseno. Luciana Civico è la prima donna a imbarcarsi su una nave della Marina Militare Italiana in navigazione. Una improvvisa mareggiata impedisce di calare lo scafandro di profondità. Si rende necessario ruotare la nave Proteo di 180 gradi per consentire le operazioni ed a -80 metri viene calato uno scafandro per Grandi Profondità Galeazzi  manovrato all’interno dal s. tenente di vascello Benito Verardi che porta il fazzoletto che testimonia il raggiungimento della quota prefissata.Un filmato dell'Istituto LUCE documenta i preparativi ed il tuffo di Raimondo Bucher prima e di Luciana Civico poi. Dopo l’immersione, alle 14,25 Luciana Civico riemerge mostrando la bandierina dei -80 metri.
Dal 1963 si trasferisce a bordo della “Chimera” l’allora barca di Raimondo Bucher ed intraprende l'attività di pescatrice di corallo rosso del mediterraneo lungo le coste della Sardegna.L'attività di pesca del corallo si protrae fino alla fine degli anni 70.
Successivamente opera come documentarista e cineoperatrice subacquea in vari mari del mondo.
Il 6 aprile 1986 su un fondale presso l’isola di Maldivaru (isole Maldive) Luciana Civico raggiunge i -102 metri di profondità 
. È il nuovo primato mondiale di immersione con autorespiratore ad aria, anche se non omologato da una federazione.

## Primati e onorificenze
- (1962) Primatista mondiale d'immersione con autorespiratore ad aria A.R.A. a -80 metri
- (1962) Medaglia d'oro della FIPS e del CONI
- (1962) Medaglia d'oro della nave Proteo[11]
- (1986) Primato mondiale d'immersione con autorespiratore ad aria A.R.A. a -102 metri (non omologato)
- (1993) Stella d'oro al merito sportivo CONI

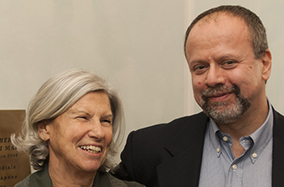
Luciana Civico con il biografo lo storico delle immersioni Fabio Vitale

## Libri
- Luciana Civico e Fabio Vitale, Raimondo Bucher : la vita di un pioniere degli abissi nella cronaca del suo tempo, Imola, La mandragora, 2011, ISBN 9788875861322.